# Reinier Saccoin
Reinier Saccoin, ou Raynier, Rainier, est un moine d'origine italienne de l'ordre des frères prêcheurs, nommé évêque de Maguelone en juillet 1247, mort à Maguelone le 13 janvier 1249.

## Biographie
Reinier a été vice-chancelier de l'Église romaine sous Grégoire IX, en 1237. Il fut nommé évêque de Maguelone par le pape Innocent IV en juillet 1247 après la mort de son prédécesseur, Jean de Montlaur, à la cour du pape. 
Les évêques de Maguelonne qui l'ont précédé ont toujours été choisis parmi les chanoines réguliers de l'église de Maguelone. Cette nomination par le pape est probablement due au droit de la chancellerie de la cour du pape de nommer aux bénéfices de ceux qui y décédaient.
Sous l'épiscopat de Jean de Montlaur, Pierre de Conques, sacriste de l'église de Maguelone, successeur de Raynier, a écrit au pape pour l'informer que le chapitre est divisé en deux camps au sujet de certains abus. Pour régler ce conflit, les deux parties ont choisi Zoen Tencarari, évêque d'Avignon, légat du pape dans la province, comme arbitre, vers 1245. Tous les membres du chapitre étaient favorables à une réforme mais ils ont été déçus par la réforme proposée par Zoen. L'archevêque de Narbonne et l'évêque de Béziers ont proposé une réforme qui n'a pas été mieux acceptée. Il est possible que le pape ait choisi Rainier dont il connaissait la valeur pour réformer le chapitre. Le pape Innocent IV a envoyé à l'église de Maguelone une bulle le 6 juillet 1248 pour sa réforme. Le pape demande de terminer le différend et de rendre la paix à ses chanoines. 
Arnaud de Verdale, évêque de Maguelone en 1339 et 1352, a affirmé que Reinier a succombé à la suite d'un empoisonnement avec une hostie consacrée par un membre du chapitre. Ce récit est repris et développé par Gariel dans Series prœsulum Magalonensium, puis, au XVIIIe siècle par Charles d'Aigrefeuille, et au XIXe siècle par l'historien Alexandre Germain (1809-1887). Pour ce dernier, Reinier a été empoisonné parce qu'il voulait imposer une réforme au chapitre.
Cependant, d'après Julien Rouquette, l'évêque n'a pas commencé la réforme comme on peut le comprendre à la lecture de la bulle qui a été envoyée par le pape Alexandre IV à l'église de Maguelone le 6 février 1256 renouvelant la bulle d'Innocent IV.
Pendant son épiscopat, Raynier a érigé, le décembre 1247, le vestiaire en bénéfice indépendant. Le 17 mars 1247 (1248), l'évêque a échangé l'église Sainte-Marie de Melgueil, appartenant à la mense capitulaire, avec les églises de Cournonterral, de Vendargues, de Castries et de Saint-Julien de Cazaligis de la mense épiscopale.
La réforme de l'église de Maguelone n'a été terminée qu'en 1331.